# Université d'Aveiro
L'Université d'Aveiro (UA) (en portugais Universidade de Aveiro) est une université publique portugaise fondée en 1973 à Aveiro.
L'université dispense plusieurs formations en bachelor, master, doctorat et en formations continues.

## Histoire
Le 15 décembre 1973, lors du discours inaugural du professeur José Veiga Simão, alors ministre de l'éducation nationale, le nouveau recteur, a déclaré:
"In the peaceful construction of the future and in defense of sacred and enduring values, here will rise the University of Aveiro." (Dans la construction pacifique de l'avenir et dans la défense des valeurs sacrées et durables, ici s'élèvera l'Université d'Aveiro.)
Annoncé dans un discours au musée d'Aveiro, cet événement a été organisé à l'occasion de la première réunion de la commission créant l'Université d'Aveiro. Les premières activités pédagogiques et scientifiques ont débuté en 1974, avec 46 cours pour les premiers jours du cours de télécommunication.
Les cours de licence établis à l'Université d'Aveiro étaient les premiers cours dans des domaines innovants, qui n'avaient pas encore été explorés par les universités traditionnelles au Portugal, mais importants pour les initiatives régionales ou nationales. En 1976, des cours ont été organisés sur les sciences de l'environnement, les sciences naturelles, les mathématiques, le portugais-anglais et le portugais-français.
Au cours de l'année de cours 1977-1978, il a été proposé de créer un projet pilote : un centre intégré de formation de professeurs (CIFOP).
L'université a connu une période de consolidation dans les années 1980, qui a abouti à une réglementation interne et à la création d'organes fondamentaux (pendant le mandat du deuxième recteur, M. José Mesquita Rodrigues), ainsi qu'à la conclusion de l'achat de terrains pour le campus, complété plus tard au cours du mandat du Dr Renato Araújo. Dans le même temps, une équipe coordonnée par l’architecte Nuno Portas avait commencé à sélectionner, en 1986, divers architectes portugais prestigieux pour concevoir le campus universitaire, conformément à leur tentative d’harmonisation des structures avec le patrimoine architectural de la ville. De nombreux bâtiments ont donc été conçus par des architectes de renommée internationale, parmi lesquels: Alcino Soutinho, Alvaro Sisa Vieira, Pedro Ramalho, Luís Ramalho, José Maria Lopo Prata, Eduardo Souto Moura, Adalberto Dias, Rebello de Andrade, Jorge Kol de Carvalho, Gonçalo Byrne et Figueiredo Dias, dont les travaux sont visités chaque année par des spécialistes nationaux et internationaux.
De plus, l’enseignement s’est enrichi avec des cours novateurs en environnement, gestion industrielle, musique, tourisme, industrie chimique et nouvelles technologies.
Les années 90 ont été marquées par une nouvelle phase chez l'UA, avec des priorités redéfinies pour positionner l’université vers l’internationalisation et la coopération, à savoir des programmes européens, le renforcement des relations avec les États de langue portugaise et latine et l’élaboration de protocoles entre instituts, organes et entreprises internationaux. Parallèlement, des initiatives ont été prises dans les domaines de la formation continue, de la formation à distance et de l'amélioration de la satisfaction et de la qualité des étudiants.
En 1994, un moteur de recherche Internet, SAPO, a été créé dans cette université.
Depuis 1998, l'université développe un véhicule automobile écologique, Ícaro, qui vise à parcourir la plus grande distance avec le moins de carburant possible.
Le premier mandat de son sixième recteur, Maria Helena Nazaré, a été marqué par le lancement d'un programme professionnel en technologie (2002-2003).
L’Université est un participant régulier aux concours inter-universitaires en robotique. En 2008, une de ses équipes a remporté le concours mondial Robocup, en Chine.
Depuis 2009, il héberge un SexLab visant à étudier la santé sexuelle.
En février 2010, le professeur Manuel António de Assunção a pris ses fonctions de septième recteur. Il a exercé jusqu'en mai 2018. Durant cette période, il a promu la création d'un centre de recherches sur les sciences du vivant.
Le 8 mai 2018, Paulo Jorge Ferreira a pris ses fonctions comme nouveau recteur.

## Campus Santiago d'Aveiro
L'architecture universitaire est moderne et compte plus de 25 bâtiments.

L'université est composée de plusieurs départements (l’un d’eux est construit par Eduardo Souto de Moura), de sections autonomes, d’unités de recherche, d’installations administratives et services, d’une bibliothèque (construite par Álvaro Siza), d’une médiathèque, de salles multisports, d'un complexe résidentiel, d'espaces verts, d'espaces écologiques et de parkings. Le rectorat (construit par Gonçalo Byrne) est situé dans un bâtiment blanc près du centre du campus.

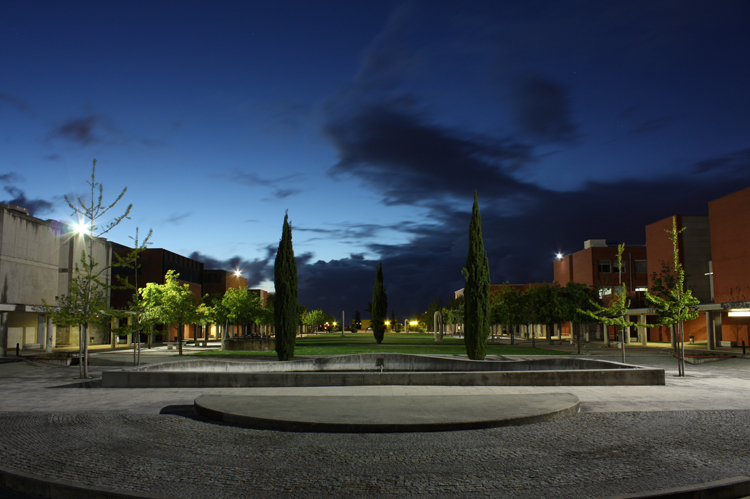
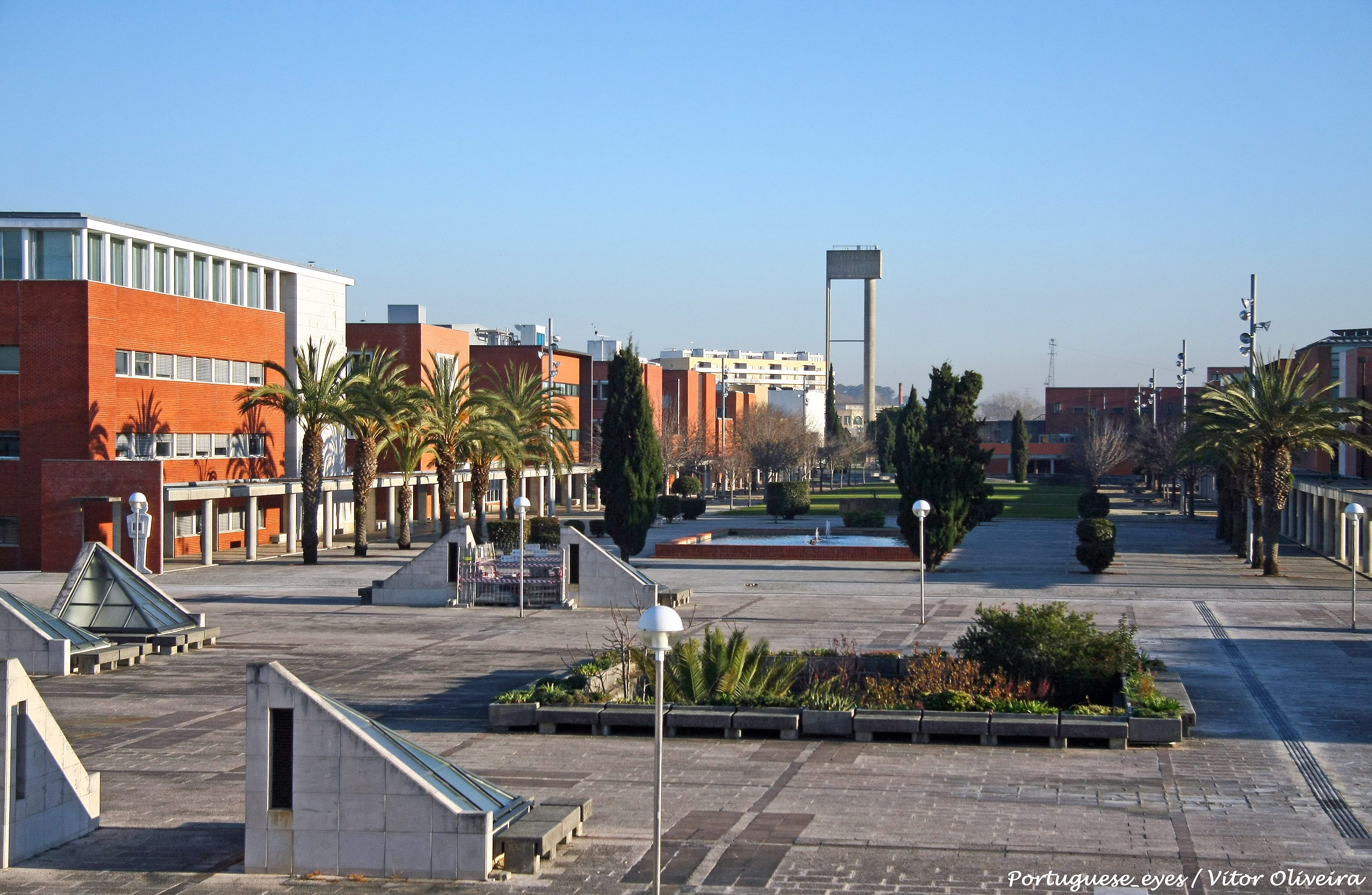
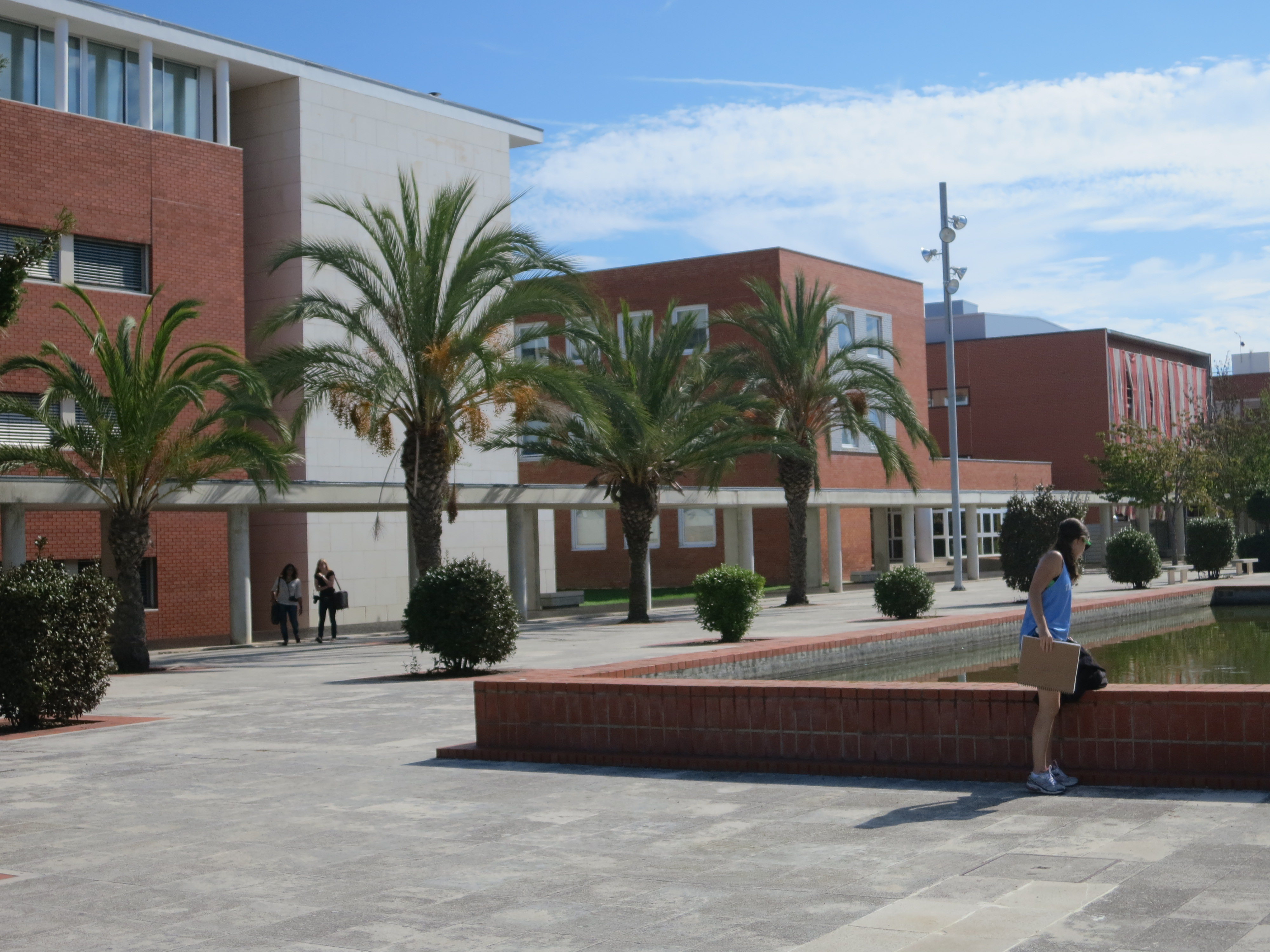
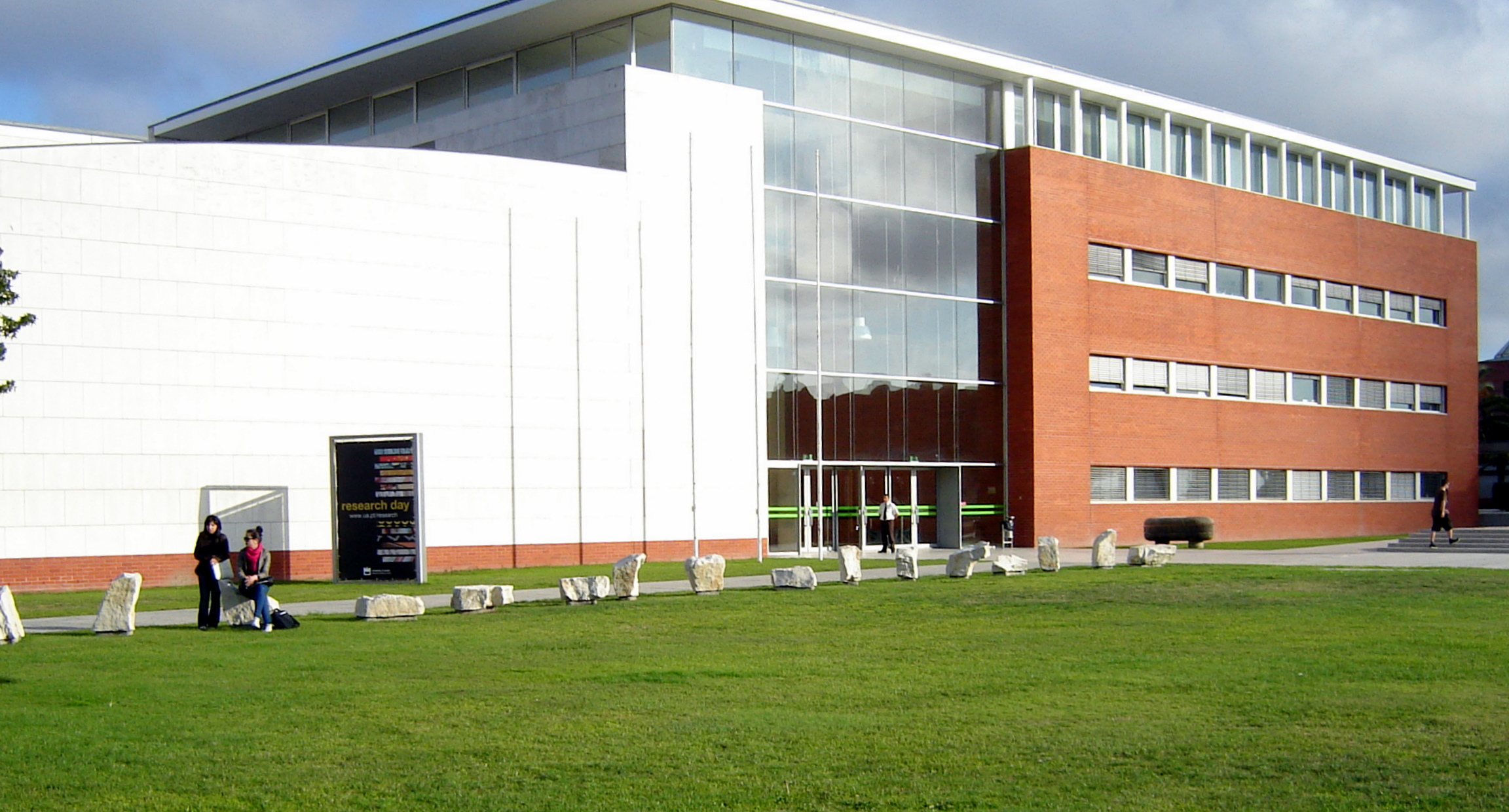
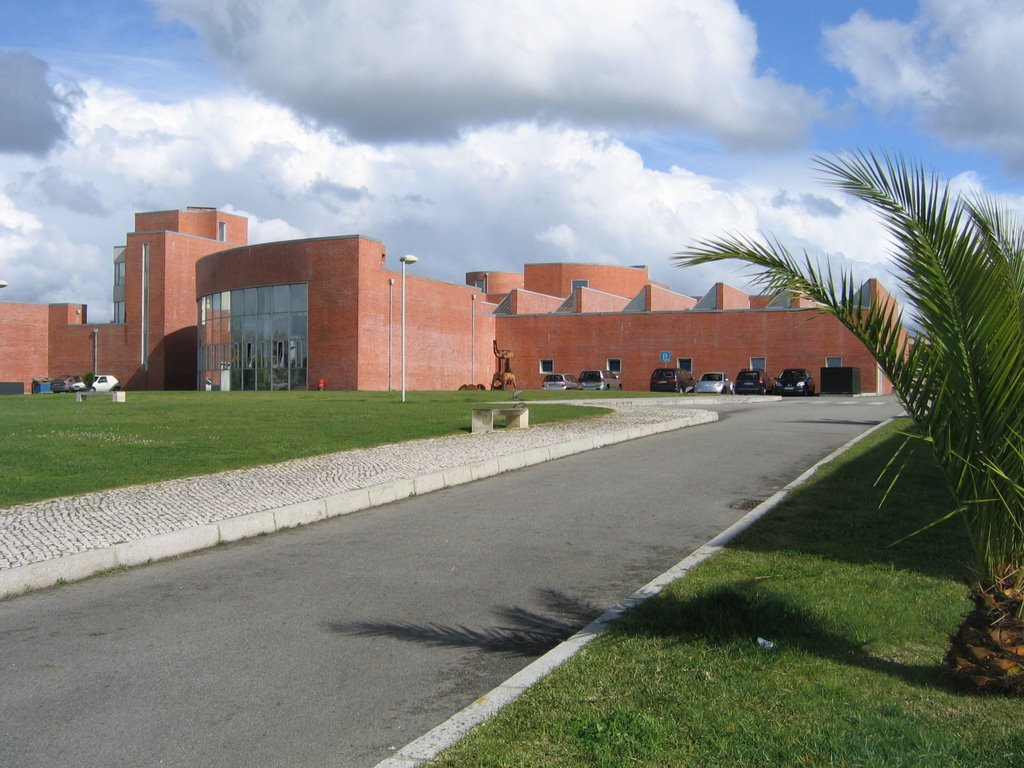
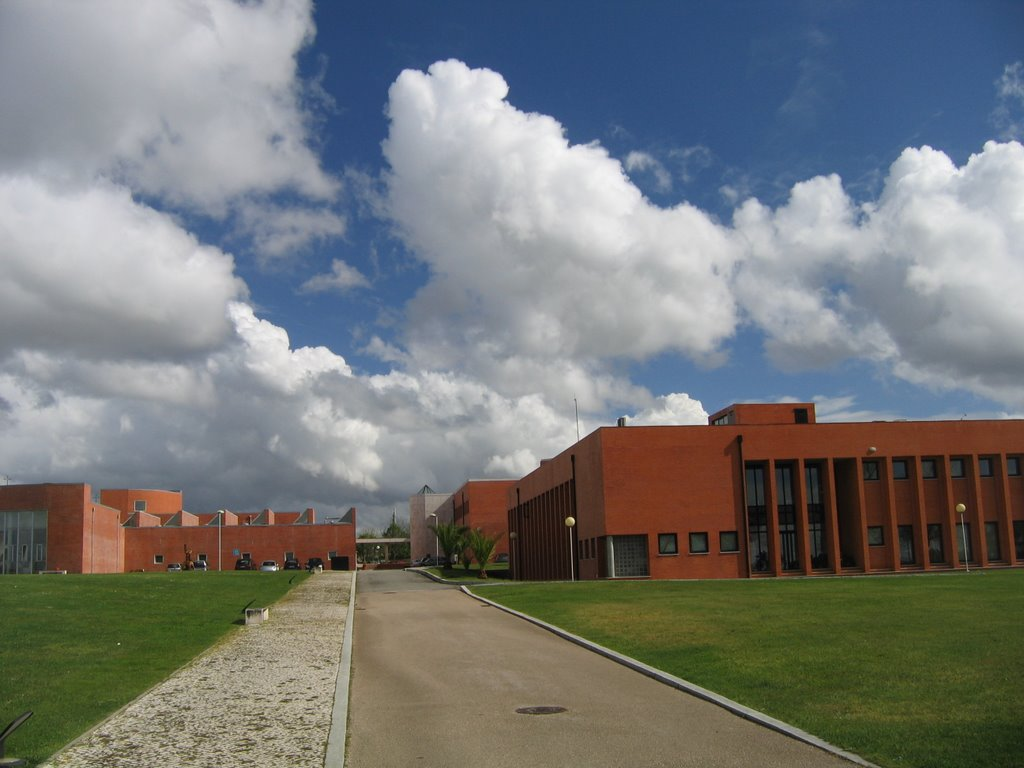

## Organisation
L'Université d'Aveiro est composée de 16 départements dont les interactions dépendent non seulement des intersections disciplinaires entre leurs diplômes proposés, mais également de domaines de recherche communs. Elle est également composée de quatre écoles polytechniques, situées dans 3 villes différentes du district d'Aveiro et répondant aux besoins de la région en termes de programmes d'études à orientation professionnelle.
- Département de Biologie (DBio)
- Département de Chimie (DQ)
- Département de la Communication et des Arts (DeCA), adjacent au dernier bâtiment de l'UA, le complexe des Sciences de l'Image et de la Communication (CCCI)
- Département d'Éducation et de Psychologie (DEP)
- Département de l'Electronique, des Télécommunications et de l'Informatique (DETI)
- Département de l'Environnement et de la Planification (DAO)
- Département de Génie des Matériaux et de la Céramique (DEMaC)
- Département de Génie Civil (DECivil)
- Département de Génie Mécanique (DEM)
- Département des Géosciences (DGeo)
- Département des Langues et des Cultures (DLC)
- Département de Mathématiques (DMat)
- Département de Physique (DFis)
- Département des Sciences Médicales (DCM)
- Département des Sciences Sociales, Politiques et Territoriales (DCSPT)
- Département des Sciences Économiques, de la Gestion, du Génie Industriel et du Tourisme (DEGEIT)
- École de Santé d'Aveiro (ESSUA)
- École Supérieure des Technologies de Production, de Design et de Gestion d'Aveiro (ESAN)
- École de Technologie et de Gestion de Águeda (ESTGA)
- Institut supérieur de Comptabilité et d'Administration d'Aveiro (ISCA-UA)

## Recherche
Les projets de l'université sont développés dans 20 centres de recherche appartenant à de nombreux domaines scientifiques.
En 2015, l'institution compte 316 projets de recherche actifs. 80 de ces projets ont été financés par des programmes internationaux et européens, dont 27 par le 7th Framework Programme, 13 par Horizon 2020 et 17 par ERASMUS +.

## Élèves notables
- Miguel Viegas, membre du Parlement européen
- Catarina Fagundes, véliplanchiste aux Jeux olympiques d'été de 1996
- José Carlos Pedro, professeur et chercheur en informatique, membre de l'IEEE
- Eduardo Marçal Grilo, ingénieur en mécanique et homme politique
- Nuno Borges De Carvalho, professeur, membre de l'IEEE

## Classements internationaux
D'après le classement 2020 de Shanghai, l'université est classée 501-600 dans le monde et respectivement 101-150, 101-150 et 151-200 en ingénierie des télécommunications, science de l'alimentation et ingénierie chimique.